# Kalgin Island
Kalgin Island è un'isola dell'Alaska, Stati Uniti d'America. Si trova nella baia di Cook a nord dell'arcipelago Kodiak e appartiene al Borough della Penisola di Kenai. Al censimento del 2010 aveva un solo abitante.
Kalgin è situata a ovest della penisola di Kenai, di fronte al villaggio di Kenai e a est del vulcano Redoubt che si trova sulla sponda occidentale della baia di Cook. L'isola ha una superficie di 58,722 km². Parte dell'isola è un'area naturale protetta (Kalgin Island Critical Habitat Area).
Il nome Isla del Peligro (isola del Pericolo) le venne assegnato da Dionisio Alcalá Galiano nel 1802, mentre il nome Dena'ina fu registrato dall'esploratore naturalista russo Il’ja Gavrilovič Voznesenskij (Илья Гаврилович Вознесенский) nel 1850.